# NSBクリスター
NSBクリスター（エヌ・エス・ビー・クリスター。NSBクリスタルともいう）とは、日本短波放送（NSB、現：日経ラジオ社）の番組の市販の短波ラジオによる受信を容易ならしめるために使う、水晶発振子（水晶振動子）である。
ここでは、NSB開局初期の1955年ころに販売されていた「NSBチューナー」「NSBコイル」と呼ばれる付加機器についても記載する。

## 概要

### NSBチューナー

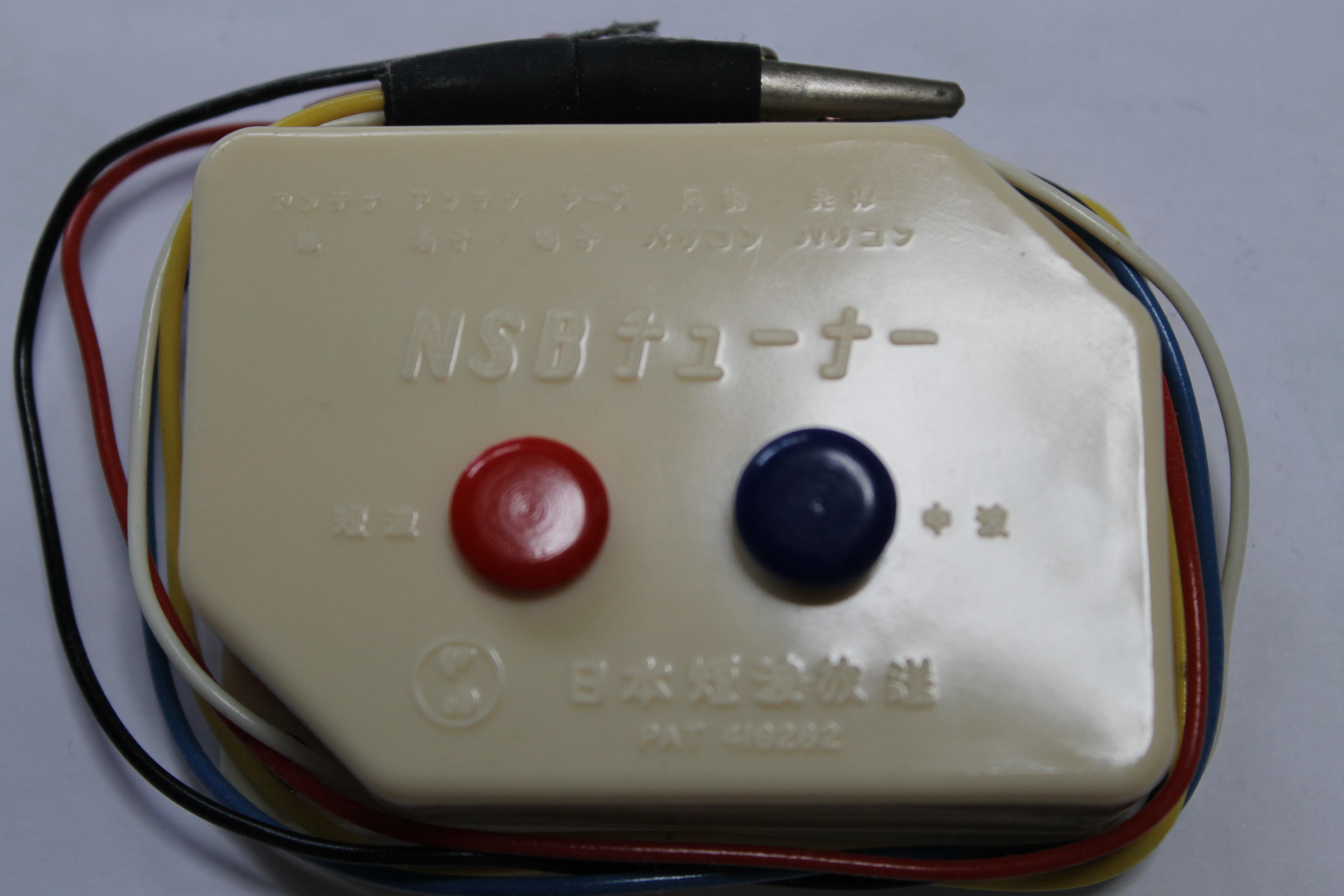
1955年（昭和30年）ごろのものと思われるNSBチューナー

日本短波放送が開局した1954年ごろ、短波放送を受信するための受信装置は、物品税の税率の関係で比較的高価であり、一般のリスナーのNSB受信は困難な状況にあった。そこで、市販の中波放送ラジオ受信機に取り付けることで、NSBの番組を受信できるようにするための簡易型短波受信装置（周波数コンバーター）として、「NSBチューナー」（NSBコイルとも）が開発された。これは、受信機内部の発振回路や同調回路に外部からリード線を接続して、スイッチで切り替える仕組みのため、安定性に難があった。その後、短波ラジオ受信機に対する物品税の撤廃や引き下げにより、当初から短波放送を受信できる機能を内蔵したラジオ受信機が増えたため、役目を終えて姿を消した。

### NSBクリスター
| 同社製RF-877（クーガ7） NSBクリスタル端子（左）、およびNSBクリスタルを装着した状態（右） |  | 同社製RF-877（クーガ7） NSBクリスタル端子（左）、およびNSBクリスタルを装着した状態（右） |
| 同社製RF-877（クーガ7） NSBクリスタル端子（左）、およびNSBクリスタルを装着した状態（右） |  |                                                                                          |

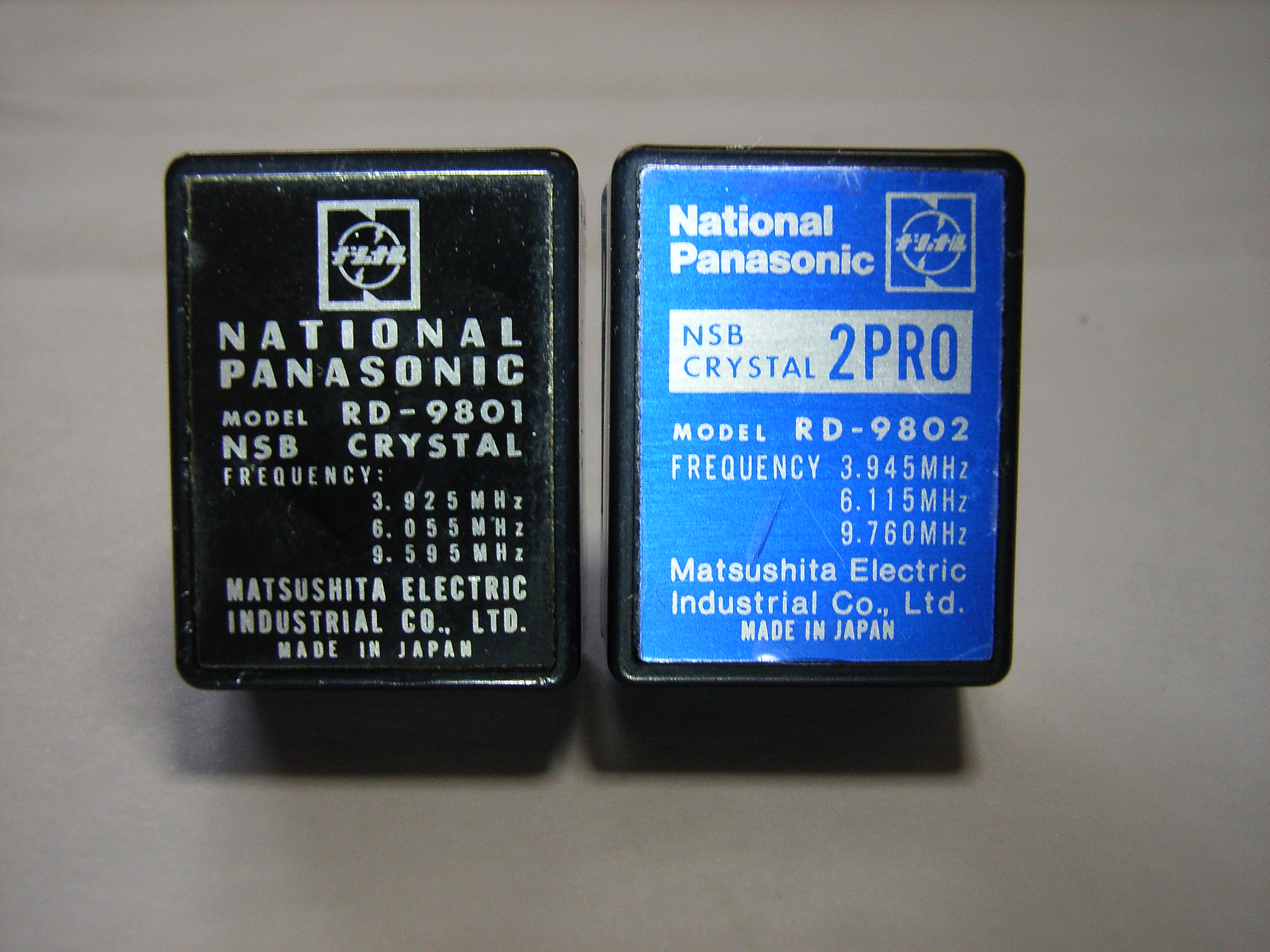
松下電産（現パナソニック）製NSBクリスタル。左が第一放送用RD-9801。右が第二放送用RD-9802。

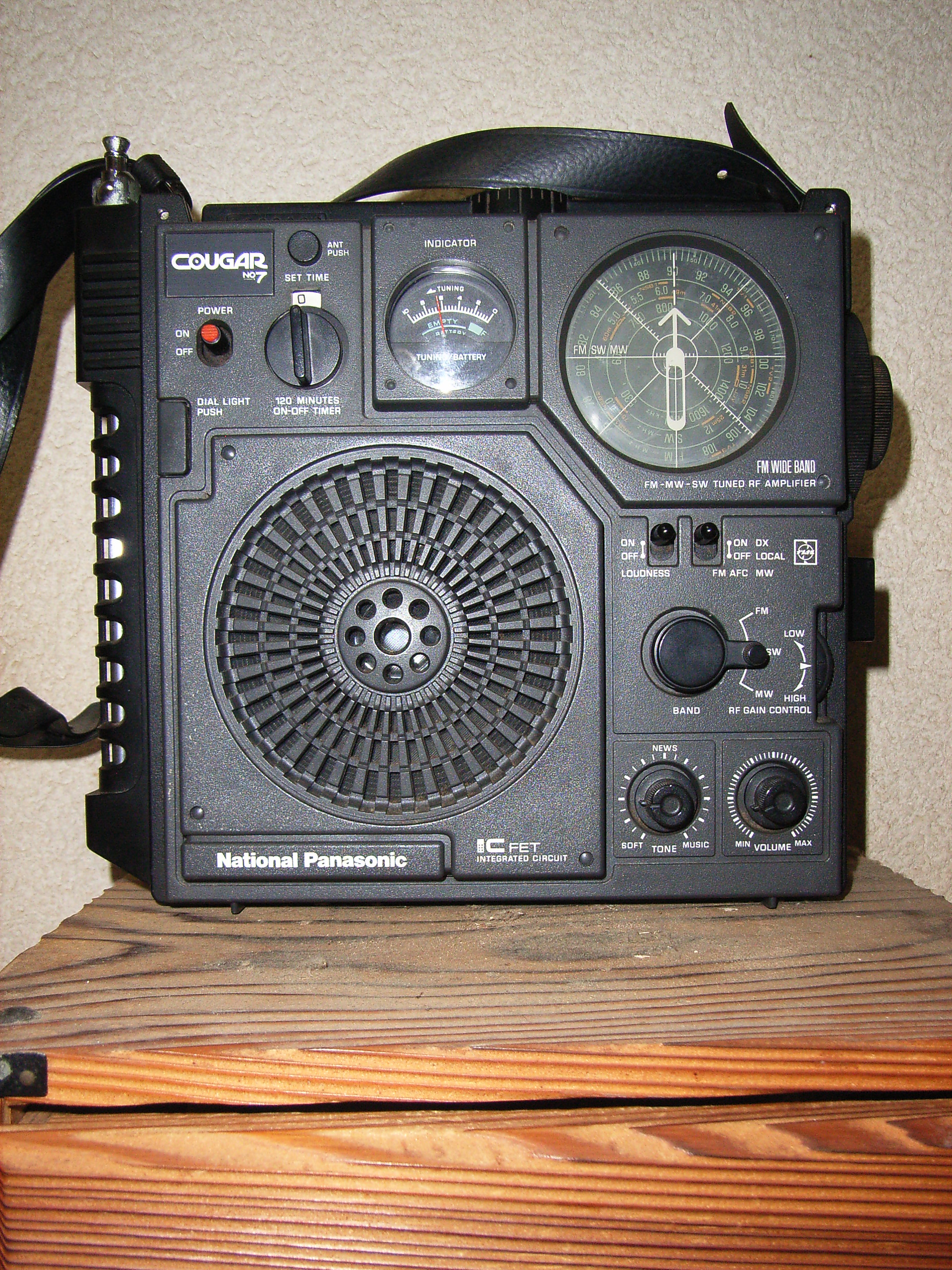
NSBクリスタルを装着した状態でラジオ日経6.055MHzを受信中。背面に着いている

また、当初から短波放送を受信できるラジオ受信機でも、短波放送の受信は、中波に比べるとダイヤル合わせが難しいことや、長時間受信時の安定性に欠ける部分が多いため、3波分3枚の水晶振動子を直列ないしは並列にしたものを、局部発信器のコイルに直列に組み込むことにより、安定性を高めて、NSBが放送を行う3MHz帯（3.925MHz）、6MHz帯（6.055MHz）、9MHz帯（9.595MHz）それぞれの放送チャンネルに同調しやすくしたものが、「NSBクリスター」（NSBクリスタル）である。メーカー製のラジオだけでなく、自作の5球スーパーに組み込むための製品も販売されていた。これらは所謂固定チャンネルのように同調するものではなく、目的の放送波周波数に同調させると、局部発信器の周波数がクリスタルによって制限を受けて、より容易に受信できるようにするものである。
メーカーにもよるが、NSBクリスターはチューナー（ラジオ受信機）に差し込んだり、あるいは受信装置に当初から内蔵するなどのタイプがあったほか、1963年以後、NSBの放送が2チャンネル分割編成（第1・第2プロ）になったことから、そのチャンネル別のクリスターも開発されたりした。特に大手の家電メーカーからは、NSB公式承認商品や自社短波ラジオ受信機のオプションとして、このNSBクリスターが発売された。
これを利用する場合、NSBの周辺周波数で行われる外国放送や、NHKラジオジャパン等が受信しづらくなるという弱点もあった。そのため、着脱できるようになっているか、スイッチでクリスタルのON・OFFを切り替えられるものが多かった。しかしながら、短波については完全にNSB専用ラジオとして発売されたものもある。
短波ラジオ受信機のオプションとしてのNSBクリスタルが発売されていたのは1980年代ごろまでで、以降は安定度の高いPLLによる周波数シンセサイザ方式の受信機が増え、単体のNSBクリスタルは売られていない。